# Chahinez Kheloui
Chahinaz Kheloui est une gymnaste artistique algérienne.

## Biographie
Chahinaz Kheloui remporte aux Championnats d'Afrique de gymnastique artistique 2006 au Cap la médaille d'argent par équipes, au sol et à la poutre.
Elle est médaillée de bronze à la poutre et par équipes aux Jeux africains de 2007 à Alger,.